# Колибри-пчёлки
Колибри-пчёлки (лат. Mellisuga) — род птиц семейства колибри. Латинское название Mellisuga происходит от латинских слов mel или mellis, обозначающих «мёд», и sugere — «сосать».
Содержит два вида:
- Карликовая пчёлка (Mellisuga minima)
- Колибри-пчёлка (Mellisuga helenae)

Представители рода обитают на Карибских островах в Северной Америке. Являются самыми маленькими представителями класса птиц. Как и все колибри, питаются нектаром.